# Yukarıdikmen, Başkale
Yukarıdikmen là một xã thuộc thành phố Başkale, tỉnh Van, Thổ Nhĩ Kỳ. Dân số thời điểm năm 2011 là 1.17 người.